# Schönpleisjöchli
Das Schönpleisjöchli ist ein 2809 m ü. A. hoher Pass im Verwall in Tirol. Es liegt zwischen dem Verwalltal bei St. Anton am Arlberg und Ischgl im Paznaun. Die beiden Gipfel beiderseits des Jochs sind die Schönpleisköpfe.

## Lage und Landschaft
Das Joch liegt zwischen Küchlspitze (3147 m ü. A.) nördlich und Karkopf (2948 m ü. A.) südlich und quert damit den Hauptkamm des Verwall. Beiderseits des Jochs liegen zwei Gipfel, die Nördlicher Schönpleiskopf (2948 m ü. A.) und Südlicher Schönpleiskopf (2920 m ü. A.) heißen.
Östlich erstreckt sich über Ischgl (1376 m ü. A.) die hintere Madleinalpe. Hier liegen im Hochkar direkt unterhalb zwei kleine Karseen auf um 2483 m ü. A. Die Madleinalpe entwässert dann über den Madleinbach zur Trisanna. Westlich liegt das Kar, in dem auch der Restgletscher des Karkopfes liegt, und das hinunter in das Fasultal führt, ein Nebental des Verwalltales. Dort liegt die Konstanzer Hütte (1688 m ü. A.), die zum Gemeindegebiet St. Anton gehört.
Das Wort Bleis, Pleiß ist ein althochdeutsches Wort für Steilhang, und in der Gegend häufig.
Am Schönpleisjöchli gliedert man die Verwallgruppe in die Karkopfgruppe um Karkopf und Matnalkopf südwestlich, und die Kuchenspitzgruppe um die Kuchenspitze und Küchlspitze nordwestlich.

## Erschließung und Wege
Das Schönpleisjöchli wird selten begangen. Es stellt einen Übergang von Ischgl ins Verwalltal dar, doch geht man heute meist über Doppelseescharte und Darmstädter Hütte. Der Weg ist nur für erfahrene Alpinisten ausmarkiert (vereinzelte Steinmandl).
Auch die beiden Schönpleisköpfe sind kaum begangen. Sie sind jedoch als anspruchsvolle Schitourenberge genannt.
Direkt östlich unterhalb des Schönpleisjöchli quert aber der Weg von der Friedrichshafener Hütte über das  Rautejöchli zur Darmstädter Hütte, der Ludwig-Dürr-Weg.